# Roupie est-africaine
La roupie est-africaine (East African rupee) est l'ancienne devise utilisée dans les colonies et protectorats est-africains britanniques entre 1906 et 1920. Elle était subdivisée en 100 cents.
Lancée en 1906, elle remplaçait la roupie indienne. Cette dernière comprenait des monnaies émises pour le Raj britannique mais également des émissions propres à ce territoire, placé sous le contrôle de la Compagnie britannique impériale d'Afrique de l'Est (Imperial British East Africa Co., IBEAC) à compter de 1895. Une seule pièce fut émise, la 1 pice en bronze (1897-1899).
L'institution monétaire est entre autres réputée pour avoir émise la première pièce en aluminium, la 1 cent trouée, en 1907 et 1908.
Cette monnaie, passant sous le contrôle du East African Currency Board en 1919, a été remplacée brièvement par le florin est-africain en 1920, puis par le shilling est-africain en 1921 au taux de 1 roupie pour 2 shillings (ou florin).

## Pièces
Sont émises des pièces trouées de 1/2 et 1 cent en aluminium (1907-1908) puis en cupronickel ; des pièces trouées de 5 et 10 cents en cupronickel ; des pièces de 25 et 50 cents en argent.

## Billets
Les premiers billets fabriqués datent de 1905. Les vignettes portent des montants de 5, 10, 20, 40, 100 et 500 roupies.